# Union Titus Pétange
Maillots
Actualités
L'UT Pétange (UT Péiteng en luxembourgeois, forme raccourcie de Union Titus Pétange) est un club de football luxembourgeois, fondé le 25 avril 2015 et basé à Pétange. Il évolue en BGL Ligue, la première division luxembourgeoise de football.
Fondé le 25 avril 2015 à la suite d'une fusion entre le CS Pétange et le FC Titus Lamadelaine, l'Union Titus Pétange accède dès la première saison de son histoire en BGL Ligue à la suite de sa seconde place de Promotion d'Honneur à l'issue de la saison 2015-2016. Cette même année, le club atteint pour la première fois les demi-finales de la Coupe du Luxembourg face au F91 Dudelange.
Le club dispute rapidement son premier match européen en 2020-2021 en affrontant le Lincoln Red Imps FC en Ligue Europa au 1er tour de la compétition. La saison suivante, Pétange atteint une nouvelle fois les demi-finales de la Coupe du Luxembourg face au RFCU Luxembourg.

## Histoire

### Fusion et premiers résultats (2015 - 2017)
Le 25 avril 2015, la fusion entre le « Club sportif Pétange » et le « Football Club Titus Lamadelaine » donne naissance à un nouveau club sous le nom de « Union Titus Pétange »,. L'objectif est d'atteindre la BGL Ligue le plus rapidement possible, les deux clubs évoluant lors de la saison 2014-2015 en Promotion d'Honneur.
L'UT Pétange démarre son aventure lors de la saison 2015-2016 en Promotion d'Honneur, le deuxième échelon du football luxembourgeois. Rapidement, le club réalise des performances remarquables, terminant 2e de son championnat dès sa première saison derrière le champion, l'UN Käerjéng 97,,. En Coupe du Luxembourg, le club se fait là aussi remarquer en atteignant les demi-finales de la compétition face au F91 Dudelange, futur vainqueur de la coupe,.
Lors de sa première saison en BGL Ligue, le club termine à une honorable 6e place, à neuf points des places européennes.

### Stabilisation en BGL Ligue (depuis 2017)
En 2019-2020, malgré l'arrêt de la compétition pour cause de pandémie mondiale du Covid-19 par l'UEFA, l'UT Pétange termine 4e de BGL Ligue, synonyme de qualification européenne pour la première fois de son histoire en seulement cinq ans d'existence,,.
La première aventure européenne de Pétange débute en Europa League, en affrontant le Lincoln Red Imps FC,. Après une défaite deux buts à zéro au Victoria Stadium, le club est éliminé dès le 1er tour de la compétition,,. L'UT Pétange connaît une saison plus que difficile en 2020-2021 avec le passage de la BGL Ligue à 16 clubs, terminant cette saison-là 16e, malgré le fait qu'il n'y ait eu aucune descente ou promotion cette année là,.
La saison suivante, le club atteint une nouvelle fois les demi-finales de la Coupe du Luxembourg, se faisant éliminé sur le plus petit des scores par le futur vainqueur de la compétition, le RFCU Luxembourg,.

## Bilan sportif

### Palmarès
Le tableau suivant récapitule les performances de l'UT Pétange dans les différentes compétitions officielles luxembourgeoises.
| Compétitions nationales | Compétitions internationales                                   |
| --- | -------------------------------------------------------------- |
| - BGL Ligue - Meilleure performance : 4e en 2023 - Coupe du Luxembourg - Meilleure performance : Demi-finaliste en 2016 et 2022 - Promotion d'Honneur - Vice-champion : 2016 | - Ligue Europa (C3) - Meilleure performance : 1er tour en 2021 |

### Bilan européen
Note : dans les résultats ci-dessous, le score du club est toujours donné en premier.
| Saison    | Compétition  | Tour           | Club             | Domicile | Extérieur | Total |
| --------- | ------------ | -------------- | ---------------- | -------- | --------- | ----- |
| 2020-2021 | Ligue Europa | Premier tour Q | Lincoln Red Imps | N/A      | 0 - 2     | 0 - 2 |

Légende
- Victoire ou qualification pour le tour suivant
- Match nul
- Défaite ou élimination de la compétition

## Effectif actuel
Le tableau ci-dessous liste l'effectif professionnel de l'UT Pétange pour la saison 2024-2025.